# 台西郷

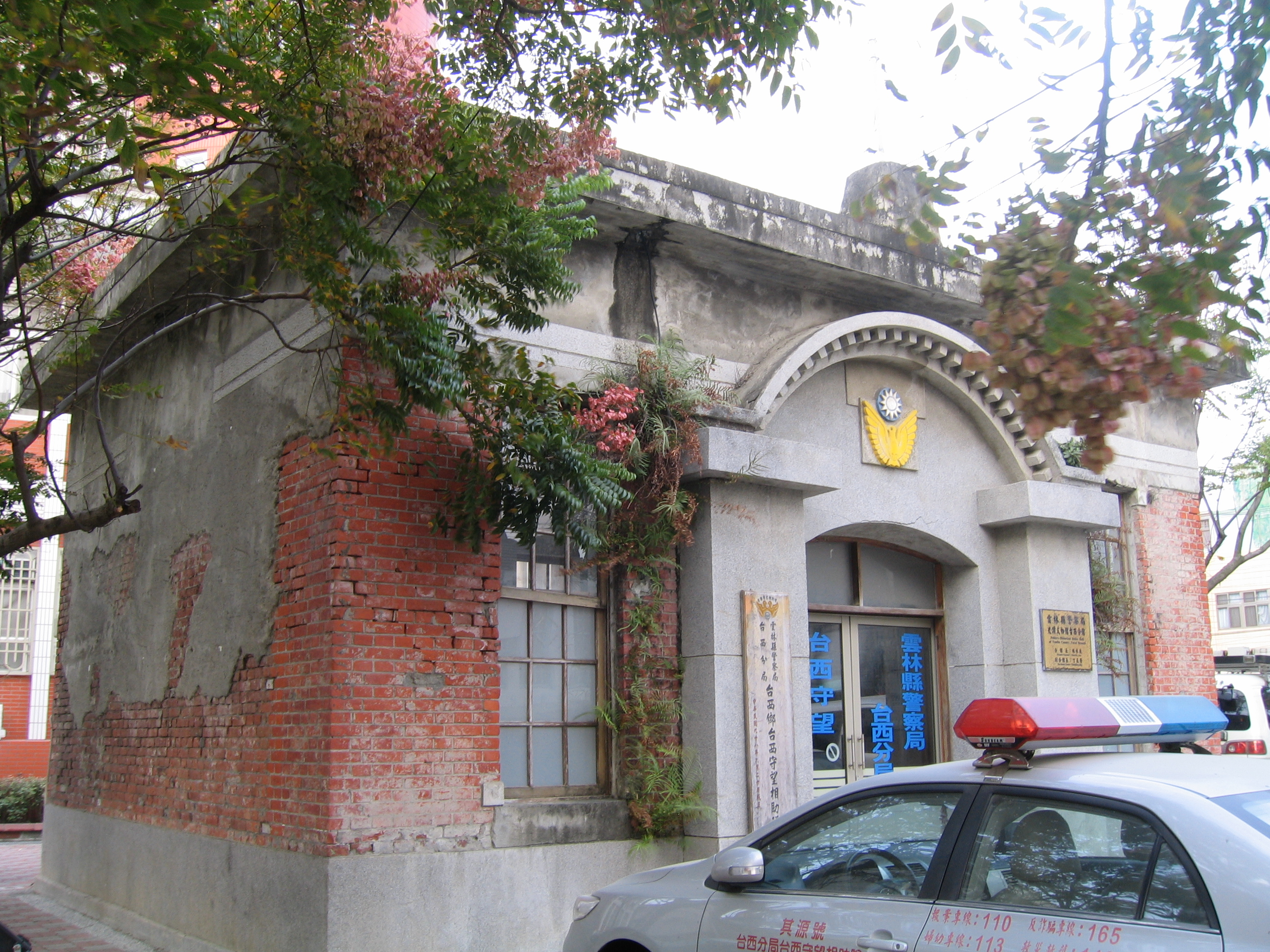
雲林県警察局台西分局台西守望相助隊（旧海口庄派出所）

台西郷（タイシー/たいせい-きょう）は台湾雲林県の郷。台北市、台中市、台南市、台東市に揃えるように台西と改名された。

## 地理

### 行政区
| 村 |
| --- |
| 蚊港村、和豊村、永豊村、富琦村、五港村、海口村、海北村、山寮村、台西村、海南村、光華村、五榔村、渓頂村、泉州村、牛厝村 |

## 歴史
日本統治時代の1896年、台中県雲林支庁の管轄となり、1901年に斗六庁北港支庁、1909年には斗六庁が嘉義庁に改められ、1920年の台湾行政区改正によって、「海口庄」となり、台南州虎尾郡の管轄とした。
1945年に台湾が終戦を迎えると台南県虎尾区海口郷と改称され、1946年に海口郷より「東勢厝」地区が分割され東勢郷が誕生し、海口郷を台西郷と改称した。更に1950年に雲林県管轄とされ現在に至っている。

## 行政

### 歴代郷長
| 代 | 氏名 | 任期 |
| -- | ---- | ---- |

## 教育

### 国民中学
- 雲林県立台西国民中学

### 国民小学
- 雲林県立台西国民小学
- 雲林県立尚徳国民小学
- 雲林県立泉州国民小学
- 雲林県立新興国民小学
- 雲林県立崙豊国民小学

## 交通
| 種別 | 路線名称 | その他                    |
| ---- | -------- | ------------------------- |
| 省道 | 台17線   | 西部浜海公路              |
| 省道 | 台61線   | 西浜快速公路              |
| 省道 | 台78線   | 東西向快速道路 台西古坑線 |

## 観光

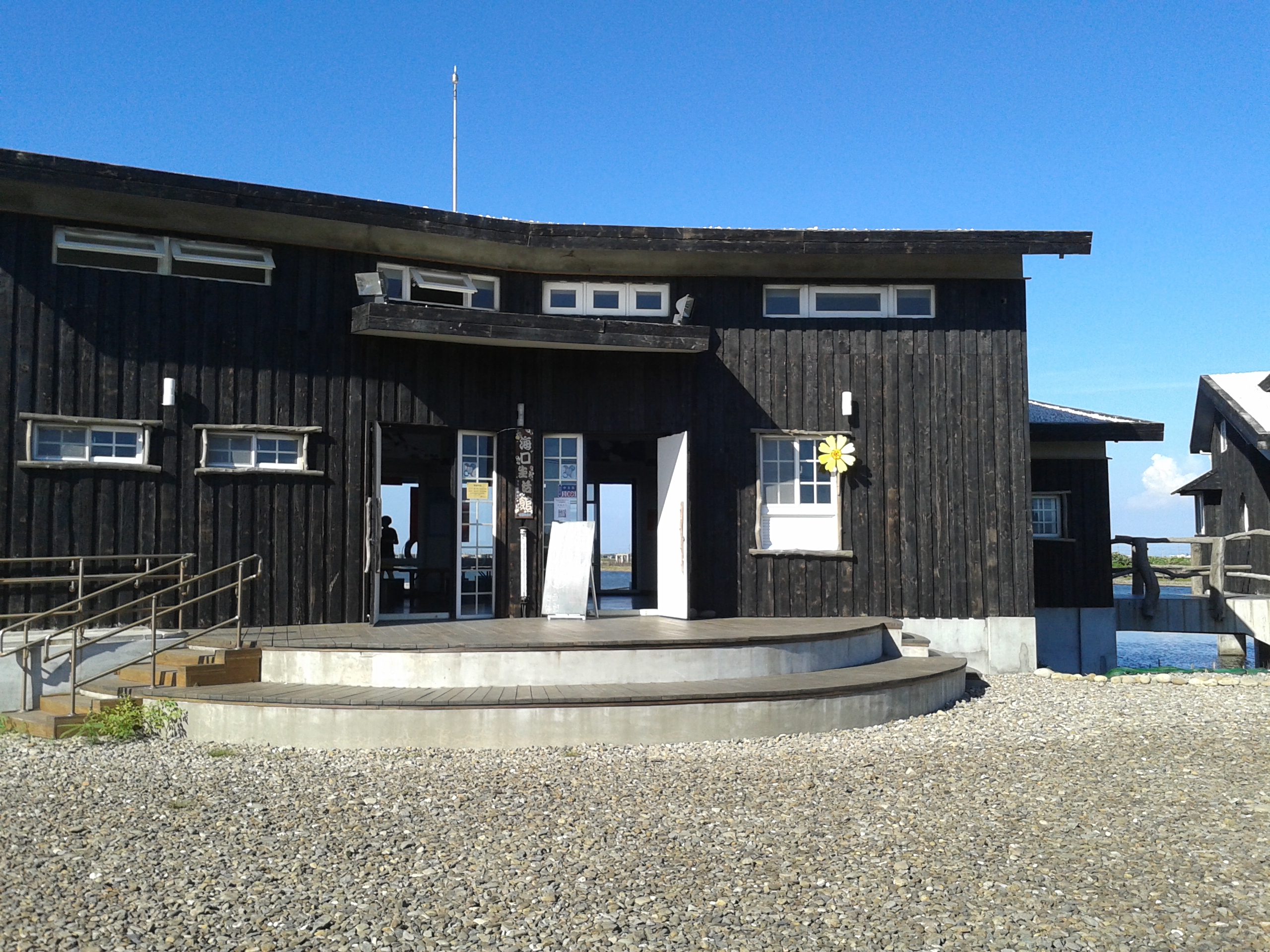
海口生活館

### 名所･旧跡
- 崙仔頂進安府（中国語版）
- 台西媽祖廟
- 海北村福安宮
- 台西村安海宮
- 五條港安西府（中国語版）
- 旧海口庄派出所（中国語版）
- 旧海口庄長官舎（中国語版）

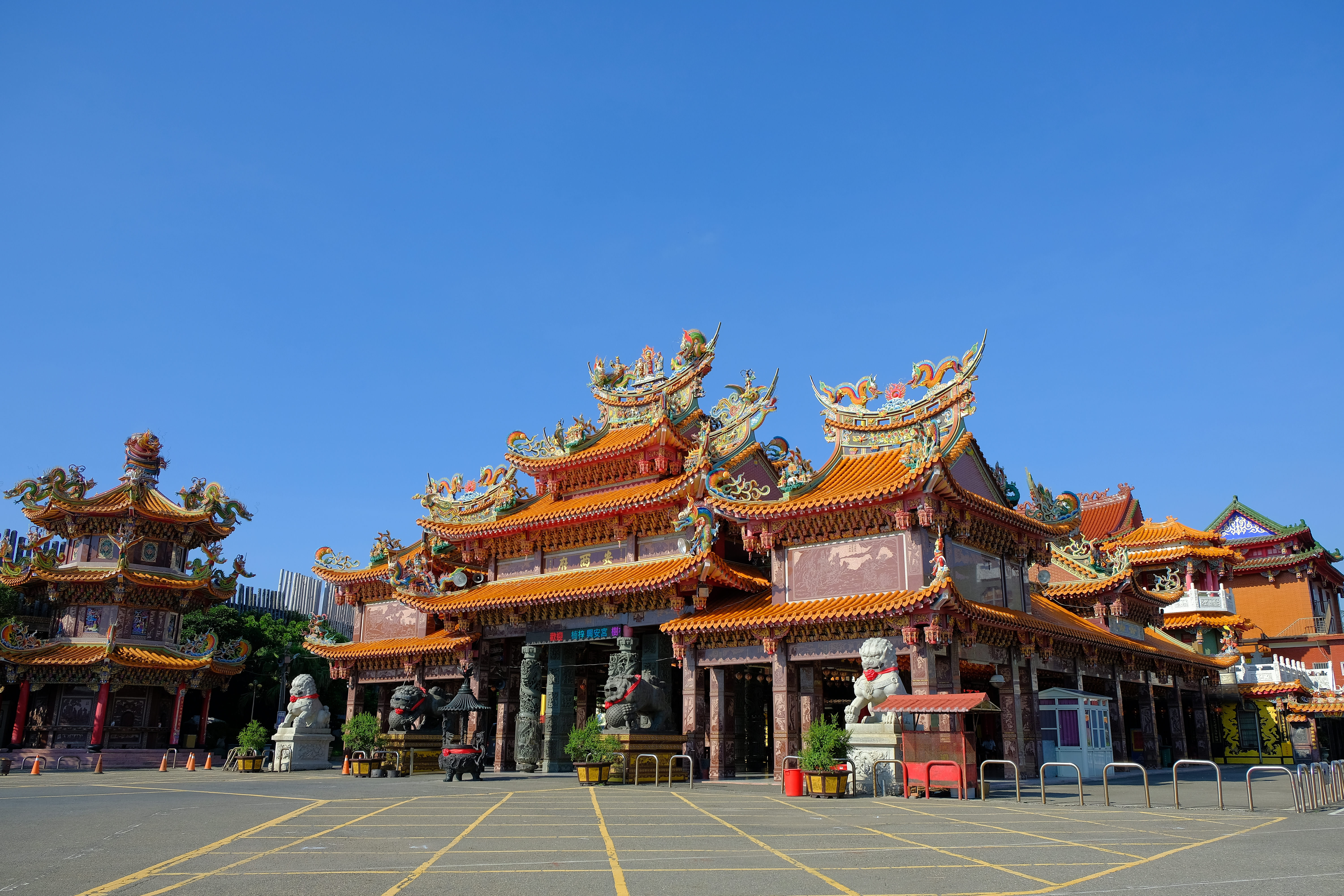
五條港安西府廟
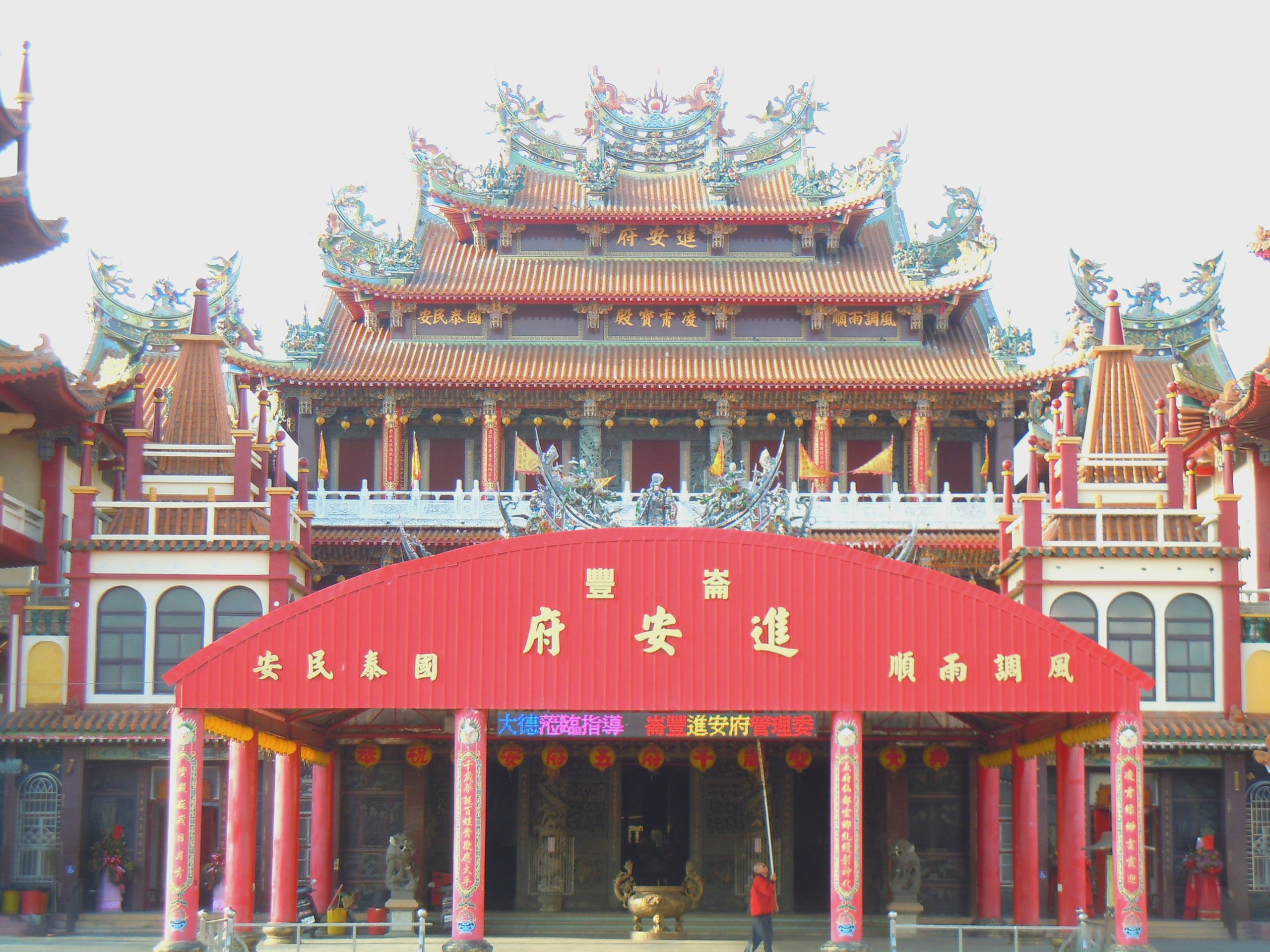
崙豐進安府
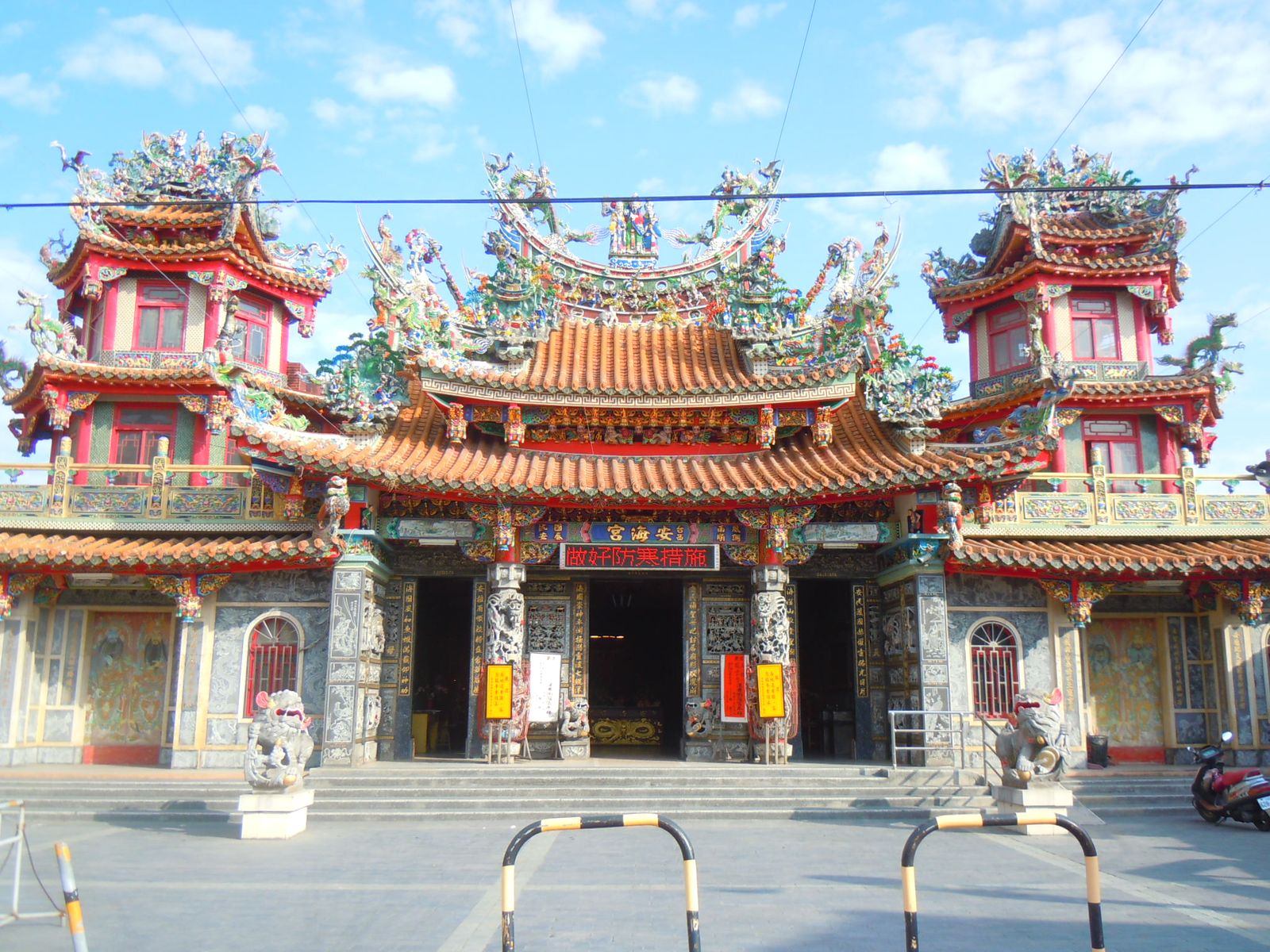
台西媽祖廟
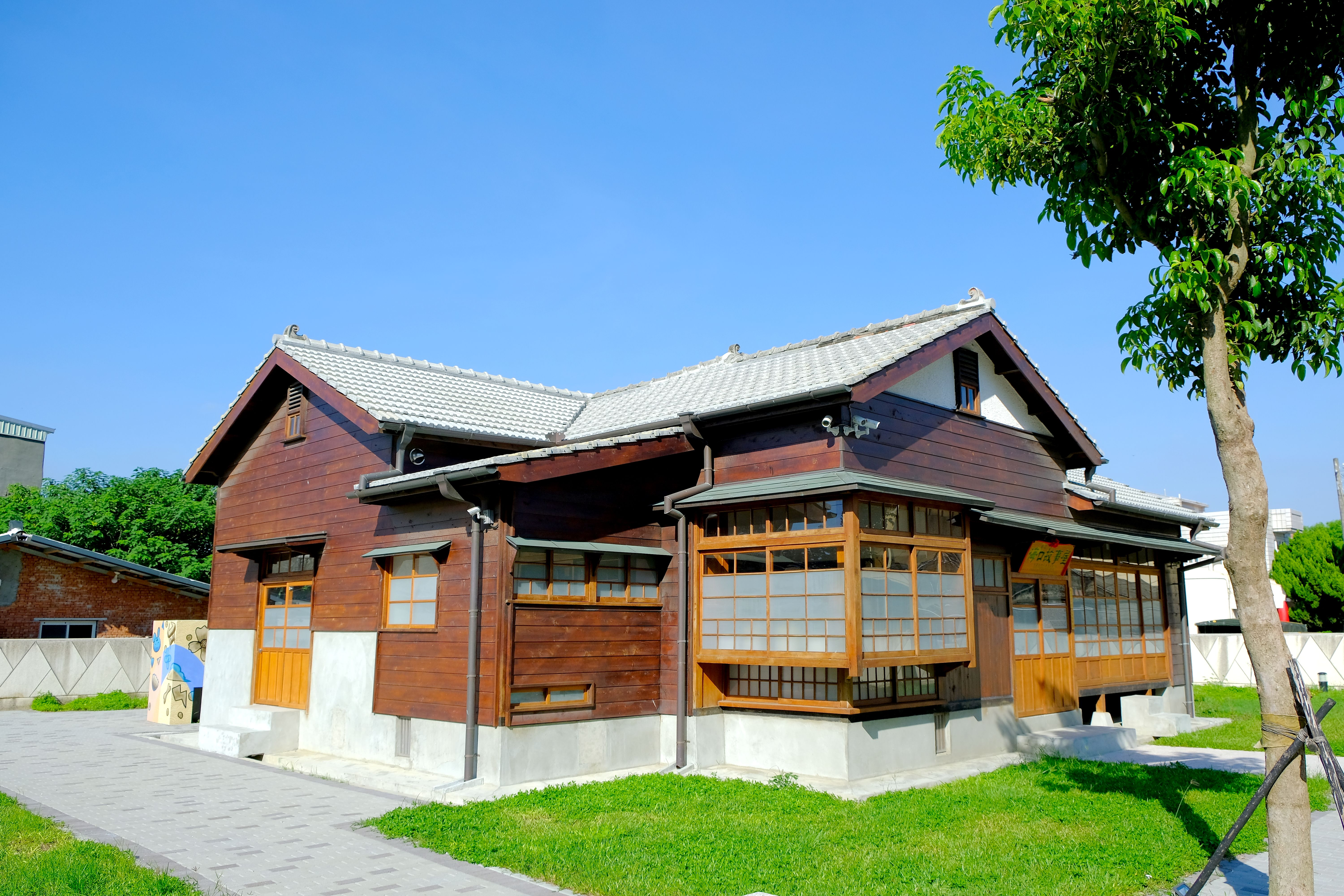
旧海口庄長官舎

### 観光スポット
- 台西海園観光区
  - 海口生活館（中国語版）